# フラコナルト
フラコナルト（伊: Fraconalto）は、イタリア共和国ピエモンテ州アレッサンドリア県にある、人口約300人の基礎自治体（コムーネ）。

## 地理

### 位置・広がり
| 隣接するコムーネは以下の通り。括弧内のGEはジェノヴァ県所属を示す。 - ブザッラ (GE) - カンポモローネ (GE) - ミニャーネゴ (GE) - ロンコ・スクリーヴィア (GE) - ヴォルタッジョ |

### 地震分類
イタリアの地震リスク階級 (it) では、3 に分類される
。

## 行政

### 分離集落
フラコナルトには、以下の分離集落（フラツィオーネ）がある。
- Castagnola, Molini, Tegli